# Risto Ryti

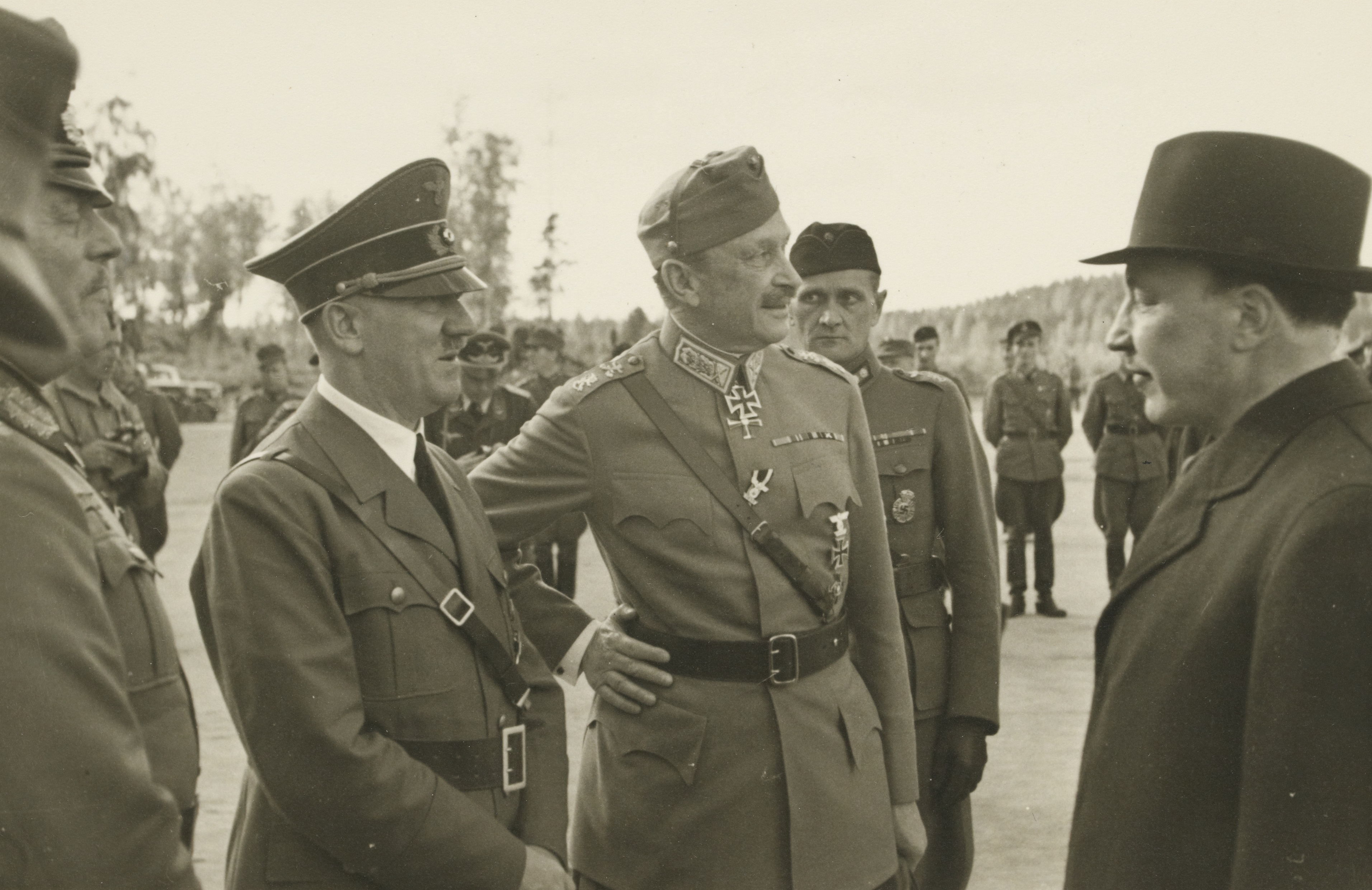
Ryti tillsammans med Adolf Hitler och Gustaf Mannerheim i Finland 4 juni 1942.

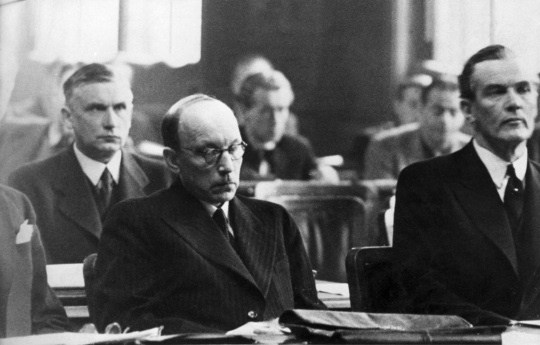
Ryti vid de åtalades bänk under krigsansvarighetsprocessen 1945. Bakom honom till vänster tidigare statsministern Edwin Linkomies, och till höger försvarsadvokaten Hjalmar J. Procopé.

Risto Heikki Ryti, född 3 februari 1889 i Vittis, död 25 oktober 1956 i Helsingfors, var en finländsk politiker och president i Finland 1940–1944. 

## Biografi
Ryti bedrev studier i juridik 1906–1909 och etablerade sig som advokat i Raumo 1909. Finansmannen Alfred Kordelin blev en av hans klienter, och Ryti och Kordelin blev kompanjoner som tillsammans genomförde flera affärer. Ryti kompletterade sina studier med juris kandidatexamen (licentiatexamen) 1912, och var från 1914 verksam i Helsingfors.
Risto Ryti engagerade sig politiskt och invaldes 1919 i riksdagen för framstegspartiet. Han blev där ordförande i lagutskottet och i statsutskottet. Under Vennolas regering var han finansminister 1921–1922 och i Kallios 1922–1924. Därefter var han ordförande i Finlands banks direktion.
Ryti utsågs till statsminister efter Sovjetunionens anfall på Finland 1939. Han valdes till republikens president den 19 december 1940 efter att Kyösti Kallio blivit varaktigt sjuk och kom att vara president till fortsättningskrigets slut 1944. 
Risto Ryti skrev 1944 under den så kallade Ryti-Ribbentrop-pakten, enligt vilket Finland i slutet av fortsättningskriget lovade att inte sluta en separatfred med Sovjetunionen, utan Tysklands välsignelse. Mot detta löfte fick Finland krigsmaterial i utbyte. På detta sätt kunde Finland stabilisera fronten samt stärka sin ställning inför kommande fredsförhandlingar. Efter att ha skrivit under pakten, som Ryti såg som helt nödvändig, blev han sjukskriven under en tid. Han avgick kort därefter från presidentposten av hälsoskäl och när det stod klart att man kunde nå ett vapenstillestånd med Sovjetunionen utan att hela Finland skulle ockuperas. Genom att Ryti personligen skrivit under avtalet (utan att involvera riksdagen) så var Finland inte formellt bundet av avtalet efter hans avgång, och Finland kunde ta sig ur pakten med Tyskland. Efter fortsättningskrigets slut dömdes Ryti, efter sovjetiska påtryckningar, som krigsansvarig, till tio års tukthus.
Ryti benådades på grund av sjukdom 1949. Ryti utnämndes till hedersdoktor vid Helsingfors universitet (samma år som han avled), och rehabiliterades efter kalla krigets slut.
Ryti är ihågkommen genom ett abstrakt konstverk vid Mannerheimvägen i Helsingfors. Hans gravvård finns på Sandudds begravningsplats.

### Familj
Risto Ryti ingick 1916 äktenskap med Gerda Serlachius och var far till professorerna Henrik och Niilo Ryti samt läkaren Eva Saxén.

## Utmärkelser
- Kommendörstecknet av I klass av Finlands Vita Ros’ orden,  6 december 1922[6]
- Storriddare med stjärna av Isländska falkorden,  16 juli 1928[7]
- Knight Commander av Victoriaorden,  27 november 1934[8][9]
- Storkorset av Finlands Vita Ros’ orden,  10 december 1936[10]
- Kommendör med stora korset av Nordstjärneorden,  30 januari 1937[11]
- Frihetskorsets storkors,  6 juli 1940[12]
- Storkorset med kedja av Finlands Vita Ros orden,  21 december 1940[13]
- Storkors av Kungariket Ungerns förtjänstorden,  18 februari 1942[14]
- Grand Cross of the Order of the German Eagle in Gold,  20 april 1942[15]
- Storkors av Carol I-orden,  15 maj 1942[16]
- Kung Zvonimirs kronorden,  4 juli 1942[17]
- Storkorset av Finlands Lejons orden,  28 september 1942[18]
- Stora ordensbandet av Krysantemumorden,  3 december 1942[19]
- Civilförtjänstorden (Bulgarien)[20]
- Storofficer av Oranien-Nassauorden[20]
- Vinterkrigets minnesmedalj[21]

[Redigera Wikidata]